# Angst ist der Schlüssel
Angst ist der Schlüssel (Originaltitel: Fear is the Key) ist ein britischer Thriller aus dem Jahr 1972. Er basiert auf dem gleichnamigen Roman von Alistair MacLean.

## Handlung
Zu Beginn des Films sieht man einen Mann namens John Talbot, welcher per Funkgerät Kontakt mit einem Flugzeug aufnimmt und mit einer Frau spricht. Letztlich hört man Maschinengewehr-Feuer und wie das Flugzeug augenscheinlich abstürzt.
Drei Jahre später taucht Talbot in einer Kleinstadt in Louisiana auf, wo er nach einem Handgemenge mit örtlichen Polizisten festgenommen und vor Gericht gebracht wird. Dabei kommt heraus, dass er wegen Polizistenmord und Bankraub gesucht wird. Talbot gelingt es allerdings aus dem Gerichtssaal zu entkommen, wobei er einen weiteren Beamten erschießt, die junge Sarah Ruthven als Geisel nimmt und nach einer Verfolgungsjagd flüchtet.
Talbot trifft wenig später einen Mann namens Jablonsky, welcher ihm mitteilt, dass Sarah die Tochter eines Millionärs ist, zu welchem sie wenig später Kontakt aufnehmen. Bei Ruthven werden sie von dessen rechter Hand Vyland für einen obskuren Auftrag angeheuert, den Talbot ausführen soll, während Jablonsky ihn überwacht. Allerdings stellt sich heraus, dass Jablonsky und Talbot sich kennen und aus (noch) unerfindlichen Gründen unter einer Decke stecken.
Die Dinge spitzen sich zu, als Talbot eines nachts vom Anwesen schleicht und eine Ölplattform observiert. Bei der Rückkehr sieht er, wie Vylands Handlanger Jablonskys Leiche vergraben. In der Not begibt er sich in Sarahs Zimmer und offenbart sich ihr: Talbot und Jablonsky hatten die ganze Sachlage geplant eingefädelt, von der Schlägerei über die Verhaftung und den Polizistenmord (per Platzpatronen) bis zum Kidnapping Sarahs, um zu Ruthven gelangen zu können. Dieser bereitet eine Bergungsoperation vor, schwebt zusammen mit seiner Tochter aber nun in Lebensgefahr, da er nicht über Vyland und dessen eigentliche Machenschaften Bescheid weiß. Da Jablonsky tot ist bittet Talbot nun sie um Hilfe – auch, wenn er ihr weiterhin seine Beweggründe verschweigt.
Sarah lässt sich darauf ein und begibt sich mit Talbot, ihrem Vater sowie Vyland und dessen Leuten (u. a. seiner rechten Hand Royale) auf die Ölplattform. Talbot soll für die Bergungsmission ein Tauchboot bedienen, verzögert aber geschickt dessen Start. Als Vylands Leute Verdacht zu schöpfen beginnen, kann Talbot mehrere davon ausschalten. Sein Versuch, die Behörden an Land um Hilfe zu bitten, scheitert aufgrund eines aufziehenden Sturms. Daraufhin besteigt Talbot gezwungenermaßen mit Vyland und Royale das Tauchboot und startet.
Das Trio taucht Richtung Meeresgrund zum Wrack einer Douglas DC-3, auf dessen Fracht Vyland es abgesehen hat. Talbot meint, dass er dies wisse – und stellt daraufhin den Sauerstoff in der Kanzel ab, so dass den dreien knapp sechs Minuten bis zum Ersticken bleiben. Er erklärt: das Frachtflugzeug transportierte Rohdiamanten im Wert von rund 80 Millionen Dollar als Bezahlung der kolumbianischen Regierung für einen großangelegten Waffenhandel. Der Flieger wurde allerdings von Leuten gezielt abgeschossen, die wussten, was sich an Bord befand. Talbot selbst ist Besitzer der Fluggesellschaft, zu welcher die Maschine gehörte … und in welcher sich sein Bruder, dessen Frau sowie deren dreijähriger Sohn befanden. Er habe diese Rache seit damals geplant und sei bereit, zusammen mit seinen Angehörigen auf dem Meeresgrund zu sterben.
In die Enge getrieben gibt Vyland zu, den Abschuss der DC-3 (und damit auch der Insassen) angeordnet zu haben. Daraufhin erschießt Royale diesen und offenbart, seinerseits Jablonsky ermordet zu haben. Talbot stellt daraufhin den Sauerstoff wieder an und kehrt zur Oberfläche zurück, wo die anderen Vylands Geständnis via Funk mitverfolgen konnten.

## Kritiken
- „Präzis inszenierter, temporeicher, gut gespielter Actionfilm.“ (Filmdienst)
- „Michael Tuchners temporeicher Brit-Thriller nach einer Vorlage des Bestseller-Autors Alistair MacLean («Agenten sterben einsam») besticht mit einem ausgeklügelten Plot, der bis zum packenden Finale eine Überraschung nach der anderen hervorbringt. Neben «Petrocelli»-Star Barry Newman, der Anfang der 70er Jahre zum Actionhelden aufgebaut werden sollte, ist Ben Kingsley in seiner ersten Filmrolle zu sehen.“ (Cinema)
- „Ein zu Beginn spannender und in der zweiten Hälfte extrem fader Thriller, der nicht weiß woher und wohin, weshalb er trotz Tempo und komplexer Handlung die Ansprüche halbwegs intelligenter Cineasten kaum zu erfüllen vermag.“ (Der-Film-Noir.de)

## Trivia
- Die runde zwanzigminütige Auto-Verfolgungsjagd am Anfang entstand unter der Leitung von Stuntchoreograph Carey Loftin. Loftin zeigte sich schon für die Autojagd im Film Bullitt mitverantwortlich und war in gleicher Tätigkeit auch am Film Fluchtpunkt San Francisco ein Jahr zuvor beteiligt, in welchem Barry Newman ebenfalls die Hauptrolle spielte.
- Der Streifen stellte das Filmdebüt des späteren Oscar-Preisträgers Ben Kingsley dar.
- Der Film hält sich weitergehend an die Romanvorlage. Bei einem Kampf auf der Ölplattform entledigt Talbot sich eines namenlosen Handlangers von Vyland. Im Roman ist es dessen drogensüchtiger Sohn.